# Villandiego
Villandiego es una localidad situada en la provincia de Burgos, comunidad autónoma de Castilla y León (España), comarca de Odra-Pisuerga, ayuntamiento de Sasamón.
Sus principales fiestas son las celebraciones de Santa Marina (18 de julio) y la Santa Cruz (14 de septiembre).

## Geografía
Situado a 5,5 km de capital del municipio Sasamón, Villandiego está en un cruce de caminos que conducen: al norte a Olmillos de Sasamón, en la A-231; la sur hacia Iglesias y la A-62; al este hacia Yudego y Citores del Páramo, y al oeste a Castrillo de Murcia y Villasandino.
Es una Entidad Local Menor.

## Demografía
| Gráfica de evolución demográfica de Yudego y Villandiego entre 1842 y 1970 |
| |
| Población de derecho según los censos de población del INE. Población de hecho según los censos de población del INE.En este censo se denominaba Indejo y Villandiego: 1842. Entre el censo de 1981 y el anterior, este municipio desaparece porque se integra en el municipio Sasomón. |

En 2006, contaba con 85 habitantes; en 2008, con 89; en 2015, 60.

## Economía
La población se dedica mayoritariamente los sectores agrícola y ganadera. Principalmente cultivan cereales de secano como el trigo y la cebada.

## Historia
Su nombre deriva de 'villa de Juan Diego'.
Esta pequeña localidad tiene origen medieval, ligado casi siempre a Yudego, con el que formó ayuntamiento.
El origen del nombre proviene de un noble de Castilla llamado Juan Diego, que decidió vivir allí. Empezó a llamarse “Villa de Juan Diego”. Luego pasó a llamarse “Villajuandiego”; y más tarde, cuando comenzaron a edificar otras casas para los criados a un kilómetro de los aposentos de Juan Diego, y como el nombre era muy largo, pasó a llamarse Villandiego.
Villa que formaba parte, en su categoría de pueblos solos, del Partido de Castrojeriz, uno de los catorce que formaban la Intendencia de Burgos, durante el periodo comprendido entre 1785 y 1833, en el Censo de Floridablanca de 1787, jurisdicción de realengo con alcalde ordinario.
Pertenecía al antiguo municipio de Yudego y Villandiego en Castilla la Vieja en el partido de Castrojeriz, código INE-09479.

## Monumentos y lugares de interés

### Iglesia de Santa Marina

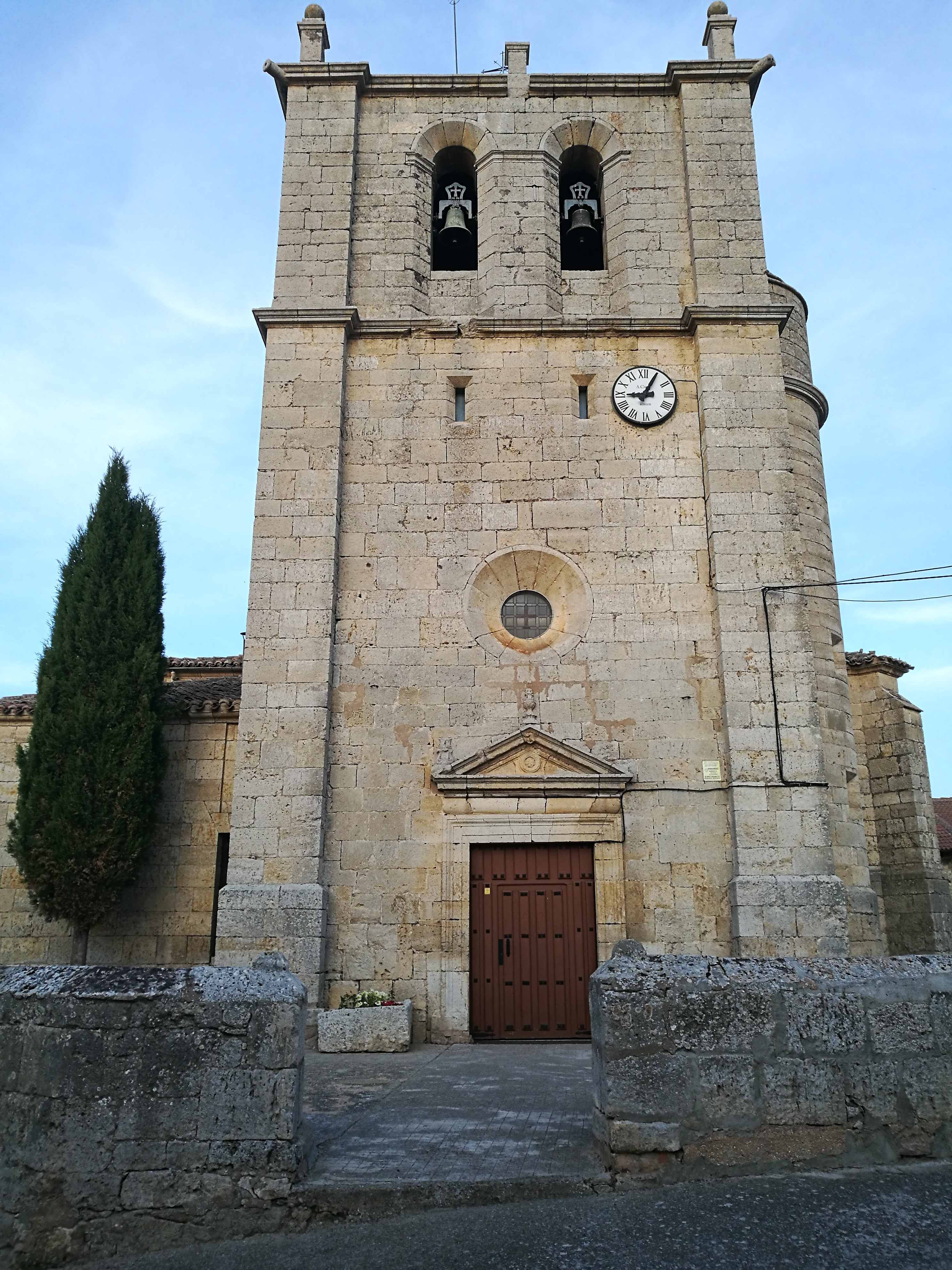
Fachada de la iglesia de Santa Marina

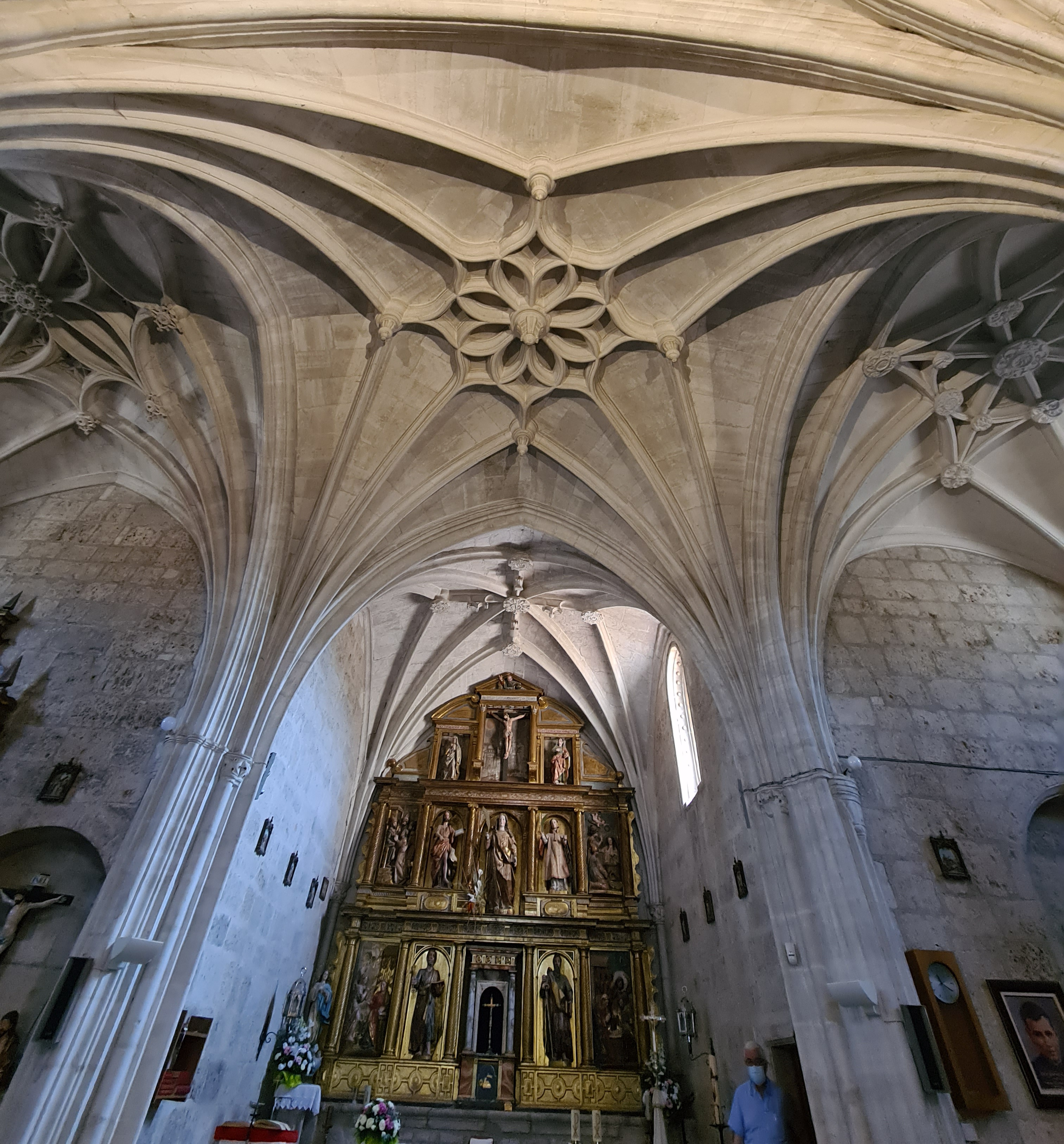
Interior de la iglesia de Santa Marina, retablo mayor

En el archiprestazgo de Amaya, dependiente de la parroquia de Yudego.
La iglesia fue construida en el siglo XVI por el maestro Juan García Arce, y dedicada a la patrona de la localidad, santa Marina. Es de estilo gótico, construida en piedra de sillería, con planta de cruz latina y tiene bóvedas estrelladas.
En la nave principal se encuentra el retablo mayor, dedicado a santa Marina. Realizado por Juan de Tapia, en el año 1624, obra encargada y donada por Juan Cerezo de Burgos y Angulo de Berástegui en el año 1646. En la nave lateral izquierda hay otro retablo, también realizado en la misma época y autores.
En la torre cuatro campanas, dos de ellas de grandes dimensiones, situadas al oeste, y las otras dos, son de menor tamaño orientadas al sur.
En la década de los 60, se limpió el interior, eliminando el púlpito que se encontraba en la nave central, en el lateral norte.
El atrio llamado también “cerquito”, antiguamente era un cementerio.

### Ermita de la Virgen de Lourdes

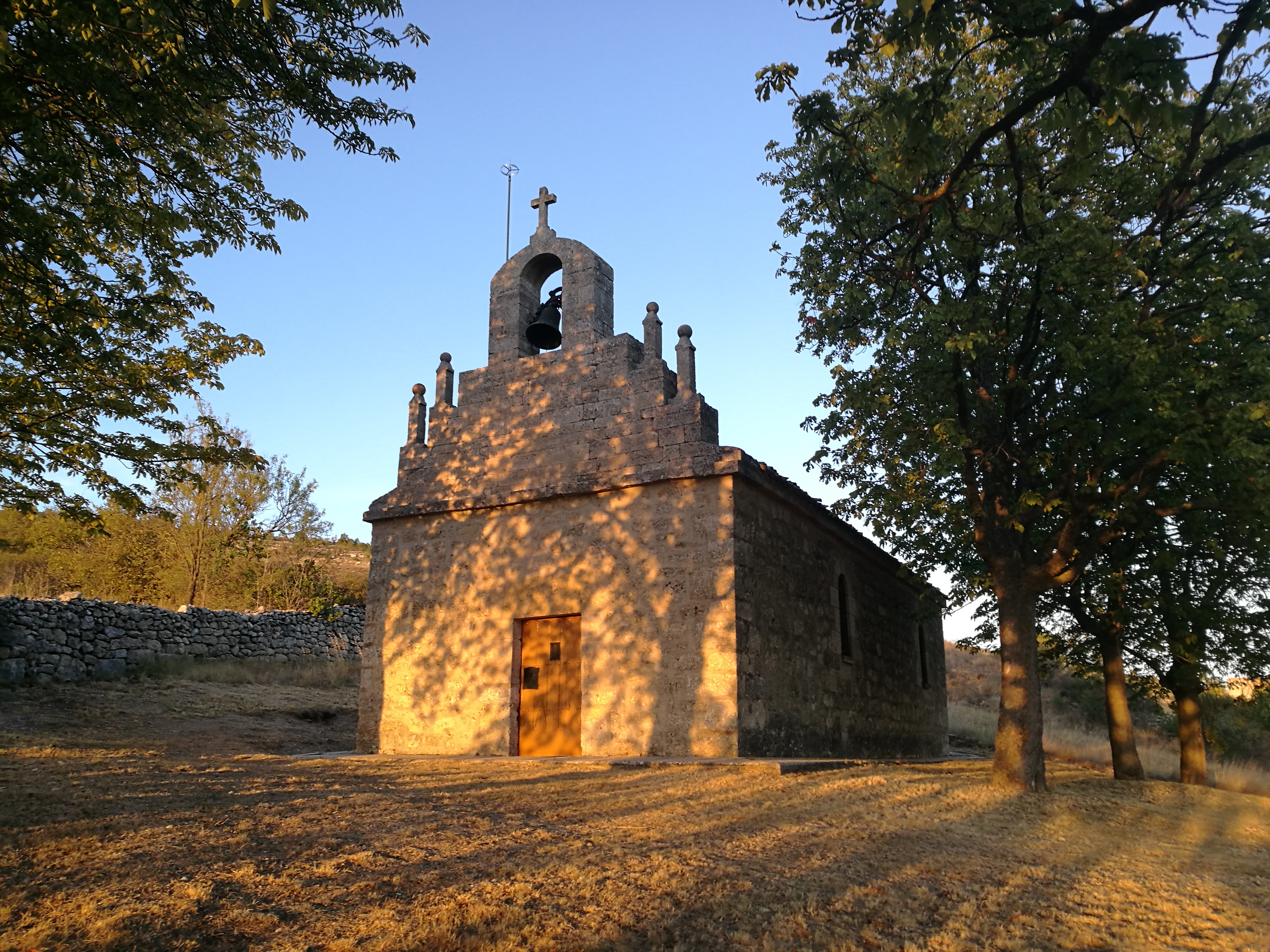
La ermita de Nuestra Señora de Lourdes, entre castaños (2017).

Al norte de la localidad y en una ladera del páramo, entre castaños, está la ermita dedicada a la Virgen de Lourdes.

### Ermita de San Nicolás

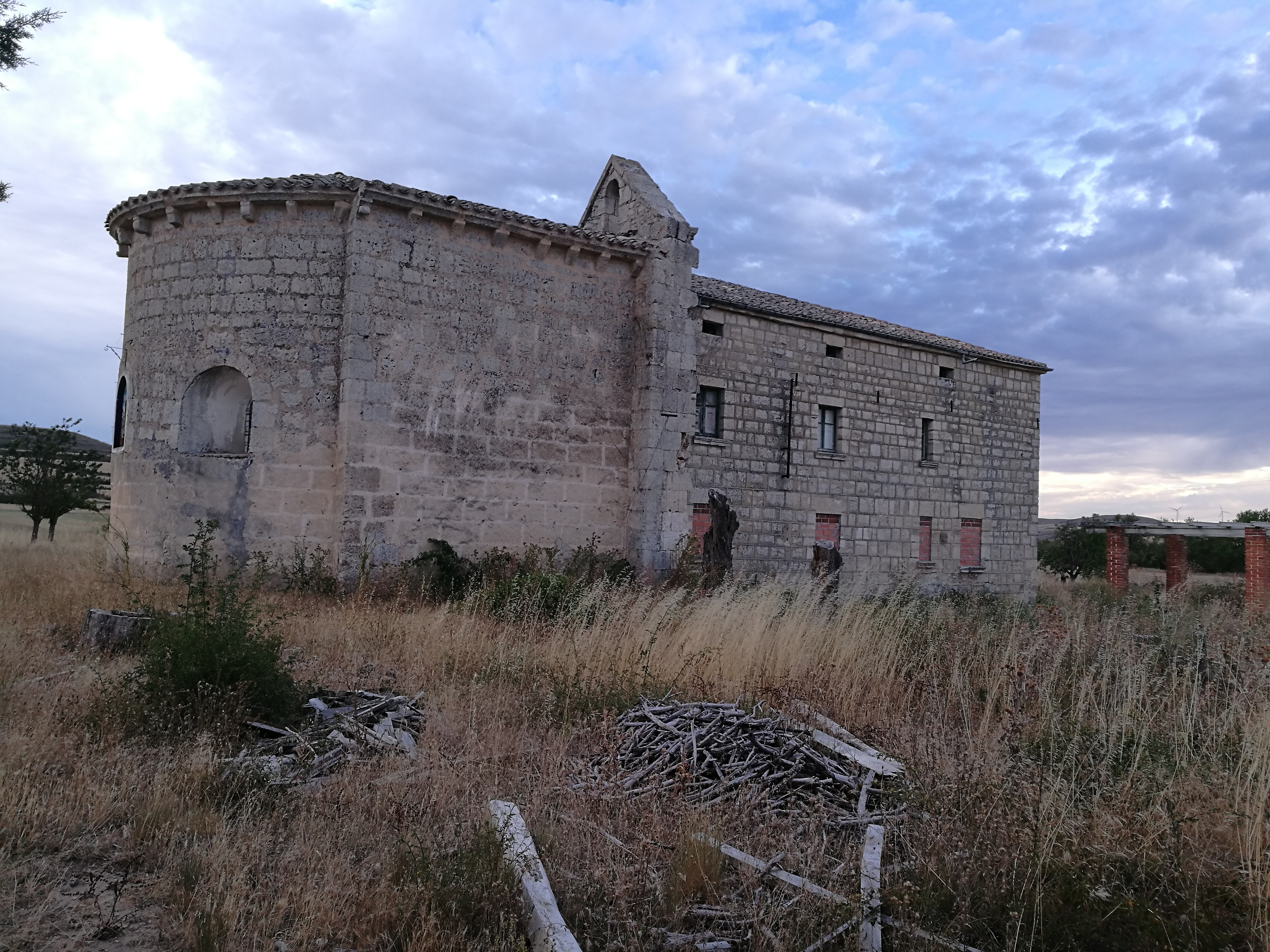
Vista lateral de la ermita de san Nicolás y de la vivienda anexa.

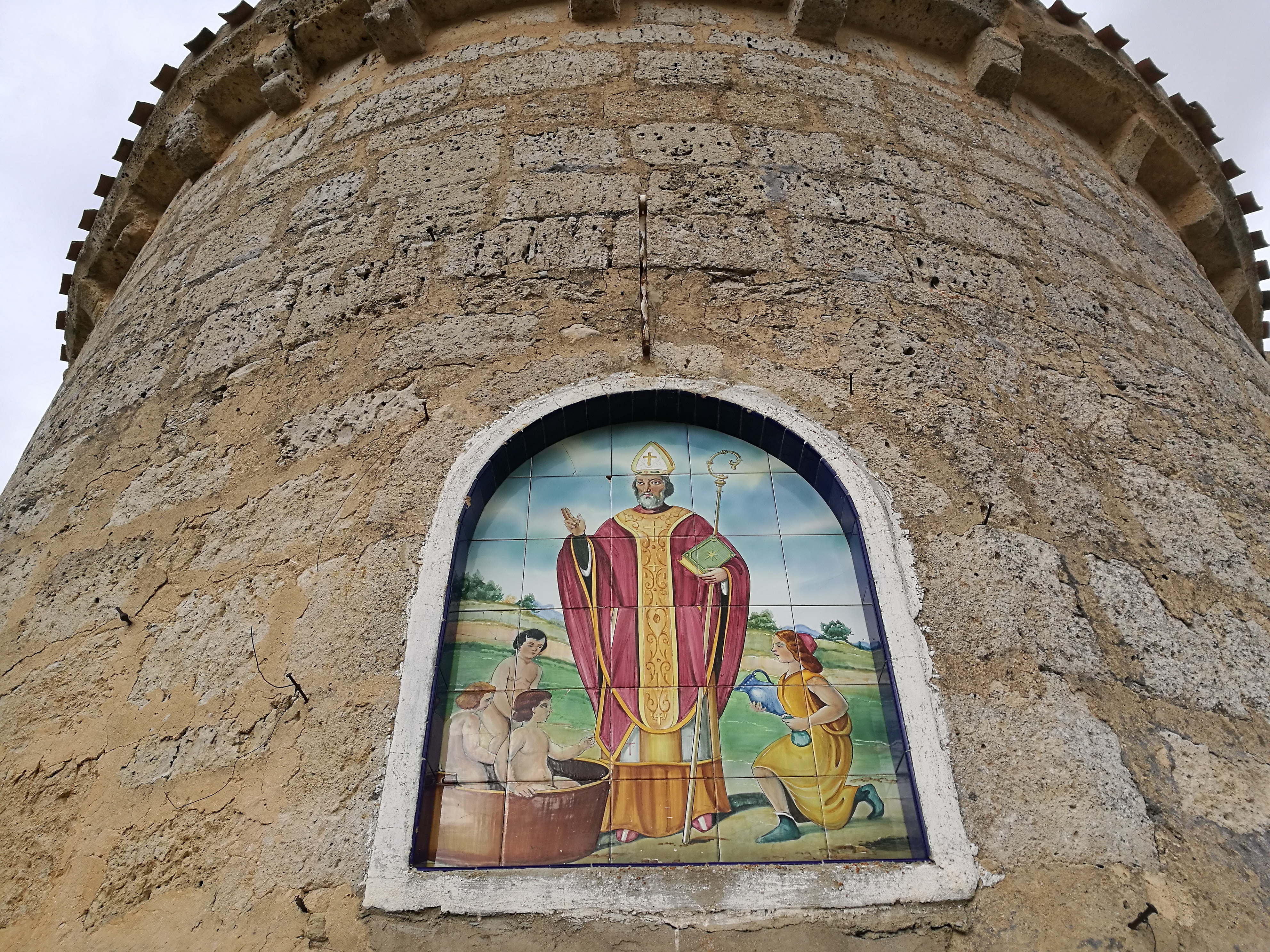
Ábside de la ermita de san Nicolás.

La ermita de San Nicolás se sitúa a 2 kilómetros al norte del caserío, en el antiguo despoblado de Grajera, donde ahora levanta una granja particular conocida por el nombre "La rosaleda de san Nicolás".
Es un templo de estilo románico de finales del siglo XII o principios del siglo XII. Está formado por una única nave rectangular con ábside semicircular. El exterior es de gran sobriedad. Se abren tres vanos en el ábside y dos en el presbiterio. Corona la cabecera una cornisa que se apoya en varios canecillos geométricos y alguno figurado.
El interior, cabe destacar la articulación de sus muros. En el ábside esta recorrido por cuatro arcos de medio punto ciegos que apoyan en jambas. Otros dos arcos se disponen a ambos lados del presbiterio, apoyándose en este sobre columnas que están rematadas por capiteles corintios.

### Molino
El molino de Villandiego se encuentra situado muy cerca del pueblo y es un molino de cubo. En esta página web puedes encontrar todo sobre el molino de Villandiego.
Este singular molino recibe el nombre de Saitín, se data de su existencia ya en el siglo XIV. Funciona por un mecanismo de impulsión; dispone de una edificación cilíndrica de piedra, lugar donde el agua adquiere presión antes de hacer girar la muela.

## Cultura
En la localidad de VIllandiego se celebran diversas fiestas.

### Fiestas mayores
Santa Marina que es el 18 de julio, se celebra una misa y una procesión en su honor.
EL 14 de septiembre la localidad celebra su segundo día de fiesta importante, en honor a la exaltación de la Santa Cruz.

### Otras fiestas
Fiesta dedicada a San Sebastián día 20 de enero, se celebra una reunión de hermandad en una hoguera nocturna.
Pascua de Pentecostés, día en el que se obsequia pan, vino y queso.